# Opstandelseskirken (Albertslund)
 Denne artikel omhandler kirken i Albertslund. Opslagsordet har også en anden betydning, se Opstandelseskirken (Sankt Petersborg).
Opstandelseskirken er en kirke beliggende i Albertslund. Den blev opført i 1984 efter en periode på 10 år, med en midlertidig kirke, som var indrettet i Vridsløselille Andelsboligforenings selskabslokaler.
Opstandelseskirken er tegnet af Inger og Johannes Exner og er – ligesom disse arkitekters øvrige kirkebyggeri – præget af spændende, utraditionelle idéer og gennemarbejdet indtil mindste detalje.
Grundplanen er ottekantet, og det intime og poetiske kirkerum, der måske snarere skulle kaldes et kapel, ligger som en skjult helligdom midt i et kompleks af lyse og venlige menighedslokaler og kontorer.
Orglet, som er karakteristisk ved sit højt placerede pedaltårn, er bygget 1991 af Th. Frobenius & Sønner efter Exner-parrets tegninger. Pedaltårnets piber er forbundet med spillebordet via et elektrisk kabel.
Siden 2007 har gospelkoret A-town Gospel holdt til i Opstandelseskirken.

## Reflist
1. ↑  "Om A-Town Gospel på korets hjemmeside". Arkiveret fra originalen 26. september 2019. Hentet 10. oktober 2019.

## Eksterne kilder og henvisninger
- Wikimedia Commons har flere filer relateret til Opstandelseskirken (Albertslund)
- Opstandelseskirken hos KortTilKirken.dk